# Rhytidoponera foveolata
Rhytidoponera foveolata är en myrart som beskrevs av W. C. Crawley 1925. Rhytidoponera foveolata ingår i släktet Rhytidoponera och familjen myror. Inga underarter finns listade i Catalogue of Life.